# Campeonato Mundial de Atletismo em Pista Coberta de 2014 - 800 m masculino

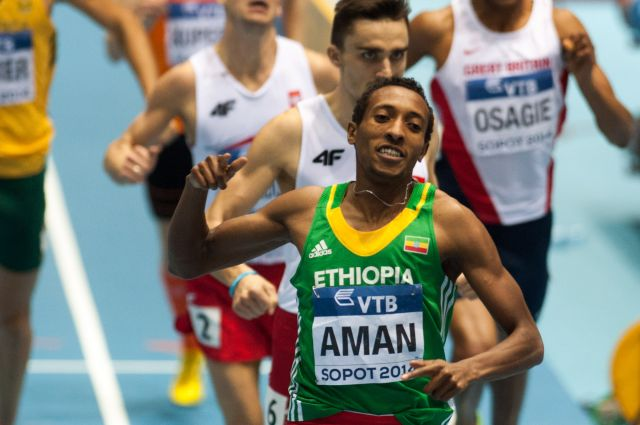
Mohammed Aman, medalhista de ouro

A prova dos 800 metros masculino do Campeonato Mundial de Atletismo em Pista Coberta de 2014 foi disputada entre 7 e 9 de março na Ergo Arena em Sopot, na Polônia.

## Recordes
Antes desta competição, os recordes mundiais e do campeonato nesta prova eram os seguintes:
|    | Nome            | Nacionalidade | Tempo     | Local         | Data               |
| -- | --------------- | ------------- | --------- | ------------- | ------------------ |
| WR | Wilson Kipketer | Dinamarca     | 1m 42s 67 | Paris, França | 9 de março de 1997 |
| CR | Wilson Kipketer | Dinamarca     | 1m 42s 67 | Paris, França | 9 de março de 1997 |

## Medalhistas
| Ouro                | Prata              | Bronze              |
| Mohammed Aman (ETH) | Adam Kszczot (POL) | Andrew Osagie (GBR) |

## Cronograma
| Data       | Hora  | Evento        |
| ---------- | ----- | ------------- |
| 7 de março | 13:30 | Eliminatórias |
| 9 de março | 17:20 | Final         |

## Resultados

### Eliminatórias
Qualificação: 1 atletas de cada bateria  (Q) mais os 3 melhores qualificados (q).  
| Colocação | Bateria | Atleta                    | Nacionalidade        | Tempo   | Notas |
| --------- | ------- | ------------------------- | -------------------- | ------- | ----- |
| 1.        | 3       | Adam Kszczot              | Polónia              | 1:45,76 | Q     |
| 2.        | 3       | Andrew Osagie             | Reino Unido          | 1:45,88 | q     |
| 3.        | 2       | André Olivier             | África do Sul        | 1:46,18 | Q     |
| 4.        | 2       | Marcin Lewandowski        | Polónia              | 1:46,26 | q     |
| 5.        | 2       | Thijmen Kupers            | Países Baixos        | 1:46,55 | q, PB |
| 6.        | 1       | Mohammed Aman             | Etiópia              | 1:46,73 | Q     |
| 7.        | 1       | Stiepan Poistogow         | Rússia               | 1:47,11 |       |
| 8.        | 2       | Nick Symmonds             | Estados Unidos       | 1:47,29 | SB    |
| 9.        | 1       | Kevin López               | Espanha              | 1:47,34 |       |
| 10.       | 3       | Jeremiah Kipkorir Mutai   | Quênia               | 1:47,41 |       |
| 11.       | 1       | Mukhtar Mohammed          | Reino Unido          | 1:47,59 | SB    |
| 12.       | 3       | Mark English              | Irlanda              | 1:47,60 |       |
| 13.       | 1       | Erik Sowinski             | Estados Unidos       | 1:48,04 |       |
| 14.       | 3       | Kristinn Thór Kristinsson | Islândia             | 1:51,20 | PB    |
| 15.       | 3       | Brice Etès                | Mónaco               | 1:51,24 | NR    |
| 16.       | 2       | Farkhod Kuralov           | Predefinição:Państwo | 1:51,36 | NR    |
| 17.       | 1       | Tenirberdi Suiunbaev      | Predefinição:Państwo | 2:00,51 | PB    |
| 18 !      | 2       | Musaeb Abdulrahman Balla  | Catar                | DSQ     |       |
| 19 !      | 1       | Saddam Hussain            | Paquistão            | DSQ     |       |

### Final
A final ocorreu dia 9 de março. 
| Colocação         | Atleta             | Nacio         | Tempo   |
| ----------------- | ------------------ | ------------- | ------- |
| Medalha de ouro   | Mohammed Aman      | Etiópia       | 1:46,40 |
| Medalha de prata  | Adam Kszczot       | Polónia       | 1:46,76 |
| Medalha de bronze | Andrew Osagie      | Reino Unido   | 1:47,10 |
| 4.                | André Olivier      | África do Sul | 1:47,31 |
| 5.                | Thijmen Kupers     | Países Baixos | 1:47,74 |
| 6 !               | Marcin Lewandowski | Polónia       | DSQ     |

Legenda
| Recorde mundial       | Recorde mundial (World record)               |                       | Recorde africano                      | Recorde africano (African) |                                           | Q | Classificado por posição (Qualified) |
| Recorde do campeonato | Recorde do campeonato (Championship record)  | Recorde da América    | Recorde da América (Americas)         | q                          | Classificado por melhor tempo (Qualified) |   |                                      |
| Melhor marca do ano   | Melhor marca do ano (World leading)          | Recorde asiático      | Recorde asiático (Asian)              | DNS                        | Não largou (Did not start)                |   |                                      |
| Recorde nacional      | Recorde nacional (National record)           | Recorde europeu       | Recorde europeu (European)            | DNF                        | Não terminou (Did not finish)             |   |                                      |
| Recorde pessoal       | Recorde pessoal do atleta (Personal best)    | Recorde da Oceania    | Recorde da Oceania (Oceania)          | DSQ / DQ                   | Desclassificado (Disqualified)            |   |                                      |
| Recorde da temporada  | Recorde da temporada do atleta (Season best) | Recorde sul-americano | Recorde sul-americano (South America) | NM                         | Sem marca (No mark)                       |   |                                      |